# Teroarea (film din 1963)
Teroarea (în engleză The Terror) este un film de groază american din 1963 produs de Roger Corman. A fost lansat și sub numele de Lady of The Shadows, The Castle of Terror și The Haunting.

## Prezentare
În Franța secolului al 18-lea, locotenentul Andre Duvalier (Jack Nicholson) este accidental separat de regimentul său. El rătăcește prin apropierea coastei și când vede o tânără femeie (Sandra Knight) o întreabă în ce direcție este Coldon, sperând să se alăture regimentului său. Dar femeia nu-i răspunde nici măcar la salut și pleacă. În cele din urmă ea intră în mare și dispare în apele tulburi. Andre își pierde cunoștința în timp ce încercă să o urmeze și este atacat de o pasăre. Apoi se trezește într-o casă în care o bătrână (Dorothy Neumann) susține că el nu a văzut niciodată vreo femeie intrând în apă. După ce ea pleacă, el o vede iarăși pe tânăra femeie; și în timp ce încercă s-o urmeze din nou, este salvat de un om de la moarte sigură. Andre află că pentru a ajuta fata trebuie să meargă la castelul baronului von Leppe (Boris Karloff). Când ajunge la castel, Andre vede femeia uitându-se pe fereastră. Cu toate acestea, Baron Von Leppe este bătrân și pare reticent în a-l lăsa pe Andre să intre.

## Actori
- Boris Karloff este Baronul von Leppe/Eric. Mai târziu, ea a lucrat cu Roger Corman la filmul Corbul.
- Jack Nicholson este Andre Duvalier. Actorul lucrase anterior cu Corman la Prăvălia groazei și The Cry Baby Killer.
- Dick Miller este Stefan. Actorul lucrase anterior cu Corman la actor principal în filmul A Bucket of Blood și ca actor secundar în The Little Shop of Horrors.
- Sandra Knight este Helene/Ilsa
- Dorothy Neumann este Katrina the Witch
- Jonathan Haze este Gustaf. Actorul este cel mai bine cunoscut pentru Prăvălia groazei (The Little Shop of Horrors).